# Soutok - Tvrdonicko
Soutok - Tvrdonicko este o arie protejată (arie de protecție specială avifaunistică — SPA) din Republica Cehă întinsă pe o suprafață de 9.575,61 ha, integral pe uscat.

## Localizare
Centrul sitului Soutok - Tvrdonicko este situat la coordonatele 48°43′19″N 16°59′57″E / 48.721944°N 16.999167°E.

## Înființare
Situl Soutok - Tvrdonicko a fost declarat arie de protecție specială avifaunistică în ianuarie 2005 pentru a proteja 10 specii de animale.

## Biodiversitate
Situată în ecoregiunea panonică, aria protejată nu include niciun habitat protejat.
La baza desemnării sitului se află mai multe specii protejate de  păsări (10): pescăruș albastru (Alcedo atthis), acvilă de câmp (Aquila heliaca), barză albă (Ciconia ciconia), ciocănitoarea de stejar (Dendrocopos medius), șoim dunărean (Falco cherrug), muscar-gulerat (Ficedula albicollis), gaia neagră (Milvus migrans), gaia roșie (Milvus milvus), viespar (Pernis apivorus), ciocănitoare verzuie (Picus canus).